# Mick Rogers

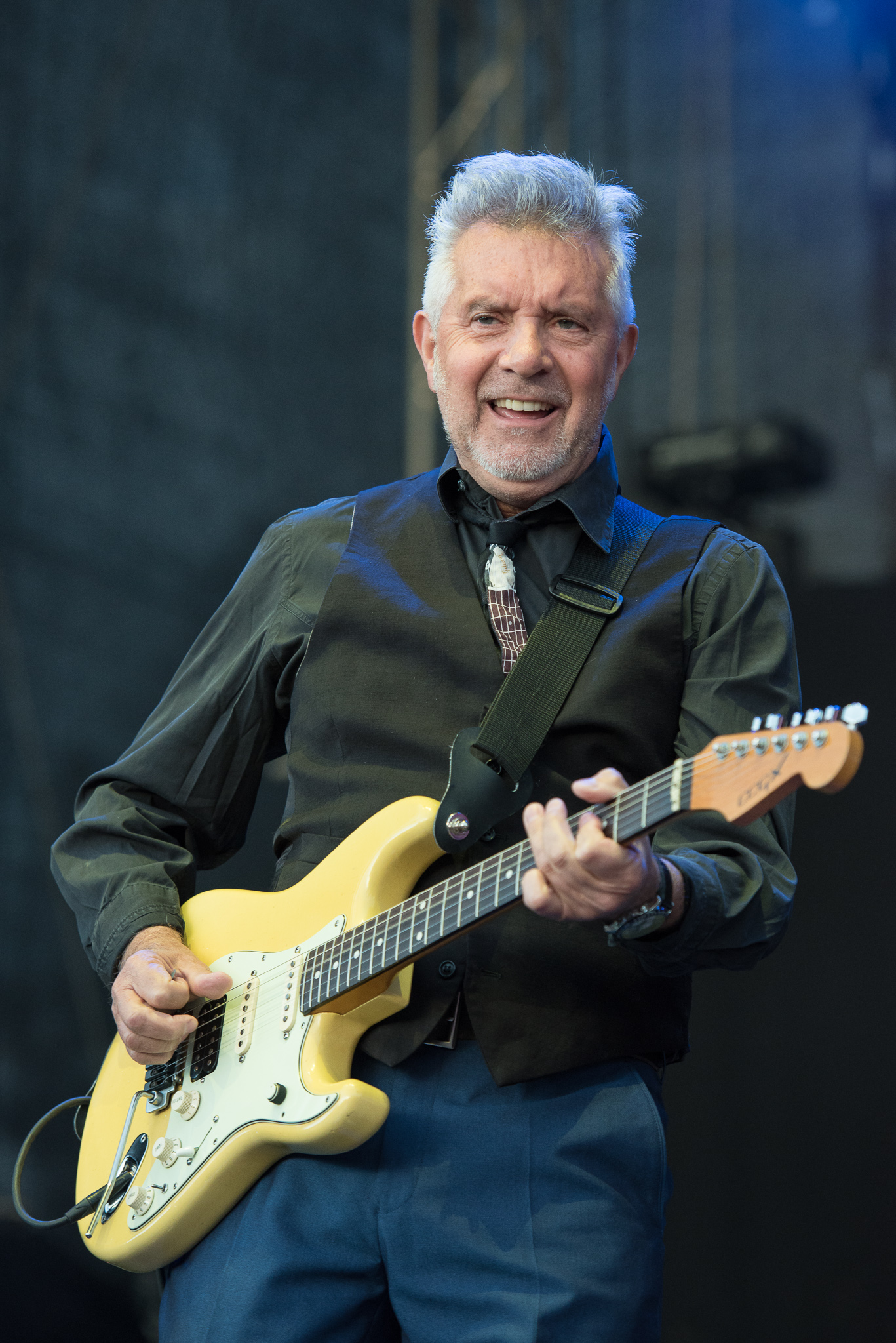
Mick Rogers (2016)

Mick Rogers (* 20. September 1946 in Dovercourt, Essex, England als Michael Oldroyd) ist ein englischer Gitarrist und Sänger. Bekanntheit erlangte er vor allem durch seine Arbeit mit der Manfred Mann’s Earth Band (MMEB), die er 1971 gemeinsam mit Manfred Mann, Chris Slade und Colin Pattenden gründete.

## Karriereübersicht

### Karrierebeginn
Rogers spielte zunächst Kontrabass, stieg dann aber auf Gitarre um. Erste professionelle Engagements als Musiker hatte er Mitte der sechziger Jahre mit Adam Faith, Gene Pitney und Normie Rowe & The Playboys in Australien. Ab 1967 war er Mitglied der Band Procession, die 1968 in England ein progressives Album auf Popbasis mit starken Jazzeinflüssen aufnahm, das von Mike Hugg produziert wurde. Allerdings trennte sich Procession 1969 wieder und Rogers kehrte kurzzeitig nach Australien zurück. Dort formierte er ein Blues-Trio mit dem Namen Bulldog, bevor er Ende 1970 nach London zurückkehrte, um Gründungsmitglied von MMEB zu werden.

### Manfred Mann’s Earth Band zwischen 1971 und 1975
Ab 1971 veröffentlichte Mick Rogers zusammen mit der MMEB in regelmäßiger und auch häufiger Abfolge Alben. Auf den ersten davon ist deutlich zu spüren, dass die Band noch auf der Suche nach ihrem eigenen Stil war. Ab 1973 mit dem vierten Album Solar Fire und der vorangegangenen (auf dem Album nicht enthaltenen) Single Joybringer stellte sich erster kommerzieller Erfolg ein. Beide Veröffentlichungen sind von Gustav Holsts Werk Die Planeten inspiriert. Es folgten noch zwei Alben mit Rogers, jedoch ließ der große kommerzielle Erfolg auf sich warten. Die Livekonzerte waren hingegen stets der wahre Faktor, der die Zuhörer in den Bann zog und der Band eine breite Fanbasis verschaffte. 1975 aber hatte Rogers eine harte Zeit in der Band, weil er meinte, sich dort nicht voll entfalten zu können. Ihm stand der Sinn nach Musik im Stil von John McLaughlin oder Frank Zappa und er wollte Bass spielen statt Gitarre. Er fing noch an, am kommenden Megahit für MMEB mitzuarbeiten, dem Bruce-Springsteen-Titel Blinded By The Light, verließ dann aber die Band, auch auf Drängen der anderen Mitglieder.

### Die Zeit von 1975 bis 1983
Rogers ging zunächst zurück nach Australien und gründete ein eigenes Projekt mit dem Namen Eclipse, das mit Get Your Rocks Off lediglich einen Song als Single veröffentlichte. Dieser war von Rogers mit der MMEB bereits zuvor für deren drittes Album Messin’ eingespielt worden. Durch die Verbindung von MMEB zur Plattenfirma Bronze erhielt Rogers das Angebot, bei Uriah Heep einzusteigen, die bei derselben Firma verlegt wurden. Rogers entschied sich nach ein paar Wochen Probe gegen Uriah Heep und gründete stattdessen mit Clive Bunker (ehemals Jethro Tull), Jack Lancaster und John G. Perry die Band Aviator, die 1979 und 1980 je ein Album veröffentlichte. Danach ging der Band allerdings das Geld für die weitere Zusammenarbeit aus. In der Folge näherte er sich wieder Manfred Mann an, zu dem er nie den Kontakt verloren hatte. Dies führte letztlich zu seinem erneuten Einstieg bei MMEB im Jahr 1983. In der Zeit zwischen seinen beiden MMEB-Perioden spielte Rogers außerdem mit folgenden Künstlern: Mike Hugg, Dave Greenslade, Simon Phillips, Tony Reeves, Colosseum II, Jack Lancaster, The Dave Kelly Band (als Ersatz für Tom McGuinness) und Joan Armatrading.

### Manfred Mann’s Earth Band 1983 – heute
Nach der MMEB-Tour 1983 musste der Gitarrist Steve Waller die Band verlassen und Mick Rogers übernahm seinen Platz. Es folgten zwei weitere MMEB-Alben, auf denen Rogers mitwirkte: 1986 zunächst Criminal Tango und 1987 Masque (Songs and Planets). Der nachlassende Erfolg der in der Zeit ohne Rogers kommerziell sehr erfolgreichen MMEB führte allerdings 1988 dazu, dass Manfred Mann die Band zunächst auflöste. Anfang des Jahres 1991 reformierte Mann die Band wieder und auch Rogers war erneut mit dabei. Die Band konzentrierte sich auf die traditionell starke Livearbeit und tourte stetig durch Europa mit einem Schwerpunkt u. a. in Deutschland. 1996 erscheint auch wieder ein Studio-Album mit dem Titel Soft Vengeance und von der folgenden Tournee ein Live-Album (1998). Es folgten bis heute weitere Jahre mit vielen Liveauftritten und 2004 ein Album mit Manfred Mann mit dem Titel 2006, veröffentlicht unter dem Namen Manfred Mann '06 with Manfred Mann's Earth Band.

### Soloarbeit
Rogers veröffentlichte im Laufe seiner Karriere auch immer wieder Platten unter eigenem Namen. So z. B. Mitte der achtziger Jahre zwei Singles, 2002 ein Soloalbum und im Folgejahr eine weitere CD. Am 15. März 2013 kam das Album Sharabang heraus, das zunächst unter dem Titel The Guitarist erscheinen sollte.

## Diskographie (Auszug)

### Procession
- 1968: Live at Sebastian's[18]
- 1968: Procession[19]

### Manfred Mann’s Earth Band & verwandte Projekte
Hauptartikel: Manfred Mann’s Earth Band
- 1972: Manfred Mann’s Earth Band[21]
- 1972: Glorified Magnified[21]
- 1973: Messin'[21]
- 1973: Solar Fire[21]
- 1974: The Good Earth[21]
- 1975: Nightingales & Bombers[21]
- 1986: Manfred Mann’s Earth Band with Chris Thompson – Criminal Tango[22]
- 1987: Masque (Songs and Planets)[22]
- 1996: Soft Vengeance[23]
- 2004: Manfred Mann '06 with Manfred Mann’s Earth Band – 2006[24]
- 2014: Manfred Mann – Lone Arranger[25][26]

### Aviator
- 1979: Aviator[19][9]
- 1980: Turbulence[19][10]

### The Moon Orchestra
- 2001: Bible in his Hand[19][27]

### Solo
- 2002: Back To Earth[19][28]
- 2003: Father Of Day[19][29]
- 2013: Sharabang[19][30]